# Le Suicide de Bébé
Le Suicide de Bébé è un cortometraggio muto del 1912 diretto da Louis Feuillade.

## Trama
In casa di Bebé l'atmosfera è idilliaca: mamma suona il piano, papà legge il giornale, il piccolo un libro per bambini. Ma, nel salotto irrompe la domestica con una nota che papà legge con orrore: è la fattura di un negozio di abbigliamento che presenta un conto spropositato. Tra mamma e papà scoppia un violento litigio che mette in agitazione Bebé. Alla fine, il piccolo, per cercare di conciliare i due genitori, decide di inscenare il proprio suicidio.

## Produzione
Il film fu prodotto dalla Pathé Frères.

## Distribuzione
Distribuito dalla Pathé Frères, uscì nelle sale cinematografiche francesi nel 1912. Il film, restaurato, è stato distribuito dagli Archives du Film du Centre National de la Cinématographie, dal Projet Lumière du Programme Média de l'Union Européenne e dalla Stiftung Deutsche Kinemathek. Nel 2010, è uscito in DVC distribuito dalla francese AFRHC.